# 庇道學校
庇道學校（葡文名：Escola São João de Brito）（英文名：Saint John de Brito School）是由澳門明愛以「社會工作學」輔導方式辦學的學校。

## 學校架構
庇道學校分為三個部分：
- 日間部
- 夜間部及成人教育中心
- 英文部

日間部、英文部、夜間部及成人教育中心使用位於高地烏街的校舍。

### 日間部
日間部共有七個級别(P6、J1至J6)，為小班制，還設有小賣部，供學生和老師購買食品和飲品。

### 英文部
現今英文部開設小一至小六，中一至中六級。採用小班教育，因材施教，活動教學，關愛教學，英語為主輔普通話，亦有葡文課。因藍天工程計劃，2016年搬入高地烏街校舍。

## 校訓
「忠-----堅定不移，貫徹真理。」
「誠-----確確實實，認真對待。」
「勤-----努力不懈，廣求進步。」
「樸-----表裏一致，不作偽裝。」

## 歷史
- 1985年：庇道職業先修學校，經潘志明先生倡議，並獲陸毅神父，高志慈修女認同，三人共同創辦，亦獲謝華才先生擔任教務主任，選了提督馬路10號作為校址，並由澳門明愛支持其運作經費。
- 1990年：獲嘉諾撒仁愛修女會借出土地作為校址。
- 1992年：獲政府資助建校之部分經費，新校舍於高地烏街118號地段正式揭幕。
- 1994年：將原有的職業先修課程加以調整為一所文化課程學校。
- 1995年：正式更名為「庇道學校」。
- 1997年：開辦夜間部及成人教育中心。
- 1998年：獲政府批出新口岸皇朝廣場百德大廈258-266號3樓作為小學部校舍，原校舍作為中學部校舍繼續使用。
- 1999年：引入全納式教育理念，在傳統班級內接納失明、肢體傷殘學生。
- 2003年：增設英文中、小學部，以應澳門居民當中非中國籍及外籍勞工子女的學習需要，中國籍居民子女亦適合就讀。
- 2015年：英文部獲教育暨青年局批准在高地烏街校舍開辦中四至中六。
- 2016年：英文部皇朝分校於八月卅一日遷離。

## 外部連結
- 官方網站 （页面存档备份，存于）
- 學校的Facebook頁面
- 學校的Youtube頻道